# Адріан Белью
Роберт Стівен «Адріан» Белью (англ. Adrian Belew, нар. 23 грудня 1949 року) — американський музикант-мультиінструменталіст, автор пісень і продюсер, відомий насамперед як гітарист і співак. Відомий своїм незвичними та імпресіоністськими способами гри на гітарі, які часто нагадують звукові ефекти або шуми, що видаються тваринами та машинами.
Белью широко визнаний як «неймовірно універсальний музикант». Найбільше він відомий своєю довгою кар'єрою вокаліста й гітариста в прогрок-гурті King Crimson, яка тривала з 1981 по 2009 рік. Він також випустив близько 20 сольних альбомів для лейблів Island Records та Atlantic Records у різних стилях, зокрема артрок, нью-вейв, поп-рок у стилі Beatles, прогресивний рок та експериментальний нойз. Крім того, Белью був учасником попгурту The Bears, який періодично припиняв свою діяльність, а наприкінці 1970-х — на початку 1980-х років очолював гурт GaGa.
Белью багато працював як сесійний, запрошений і гастролюючий музикант, зокрема з гуртами Френка Заппи та Девіда Боуї, Talking Heads, Лорі Андерсон і Nine Inch Nails, а також брав участь у створенні хітів Пола Саймона, Tom Tom Club та багатьох інших виконавців. У 1989 році він випустив сингл Oh Daddy, який потрапив у найкращу десятку, а його сингл Beat Box Guitar 2005 року був номінований на премію «Греммі» за найкраще рок-інструментальне виконання.
Белью також працював у сфері дизайну інструментів та мультимедіа, співпрацюючи з компанією Parker Guitars над дизайном своєї фірмової гітари Parker Fly, а також розробляючи власні мобільні застосунки для iOS — «FLUX by belew» та «FLUX: FX, додаток для аудіопроцесора з мультиефектами».

## Біографія

### Ранні роки (1949—1977)
Роберт Стівен Белью народився 23 грудня 1949 року в родині середнього достатку в Ковінгтоні, штат Кентуккі. Друзі й однокласники називали його Стів. У підлітковому віці він грав на барабанах з інструментальним оркестром середньої школи Ладлоу (Ludlow High School), а згодом із кавер-гуртом Denems. Вражений грою Джимі Гендрікса, він взявся за гітару, коли впродовж кількох місяців був прикутий до ліжка через мононуклеоз. У віці 17 років його ще більше надихнув клубний виступ піонера блюз-року Лонні Мака, який згодом став його близьким другом.
Не бажаючи витрачати час на здобуття формальної музичної освіти, Белью, утім, швидко вдосконалював свої навички гри на музичних інструментах і невдовзі став відомим як вправний гітарист у своїй середній школі. Навчаючись здебільшого на записах, він не знав про хитрощі й маніпуляції зі звуком, завдяки яким у студіях створюють певні гітарні ефекти, тому шукав способи відтворити їх вручну, використовуючи незвичні методи гри та виявляючи дедалі більший інтерес до ефектів й опрацювання звуку. Дорослішаючи як музикант й опановуючи різні стилі гри, Белью дедалі більше переймався тим, як уникнути «звучання, як у всіх». Зрештою він винайшов власний звук і стиль, навчившись імітувати на гітарі звукові ефекти, як-от автомобільні гудки, звуки тварин і промислових пристроїв, а потім накладати ці звуки на звичайні пісні.
У середині 1970-х років Белью почав використовувати ім'я Адріан і переїхав до Нешвілла, штат Теннессі, щоб продовжити кар'єру професійного музиканта. У 1977 році він вже грав у місцевій популярній кавер-гурті Sweetheart, але замислювався, чи не втратив він (у віці 27 років) свій шанс заробляти на життя оригінальною музикою.

### Співпраця з Френком Заппою (1977—1978)
У 1977 році під час виступу на концерті гурту Sweetheart у барі Fanny's у Нешвіллі, Адріана помітив Френк Заппа, якому про цей талановитий гурт розповів його водій. Заппа підійшов до Белью і запропонував йому прийти на прослуховування для участі в майбутньому турі. Офіційне запрошення на прослуховування не надходило протягом майже року. За цей час Sweetheart розпався. Коли запрошення нарешті надійшло, Белью вилетів до Лос-Анджелеса, де виявилося, що його конкурентами будуть інші музиканти з більш формальною музичною освітою. Відчуваючи, що провалив перше прослуховування, Белью переконав Заппу влаштувати йому ще одне. Друге прослуховування Белью відбулося тет-а-тет у вітальні Заппи. Той був настільки вражений, що найняв Белью на рік за угодою, укладеною шляхом простого рукостискання.

Белью гастролював із гуртом Заппи і з'явився на його альбомі Sheik Yerbouti 1979 року, а також у концертному фільмі того ж року Baby Snakes, у якому задокументовано концерти на Хелловін у жовтні 1977 року в нью-йоркському «Палладіумі». Під час роботи із Заппою Белью здебільшого виконував роль ритм-гітариста, хоча, крім того, він грав сольні, мелодійні та шумові партії, а також співав у двох піснях (Jones Crusher та City of Tiny Lites). За словами Белью,
Френк або грав, або співав, але ніколи не робив цього одночасно, тому врешті-решт моя роль зводилася до того, щоб доповнювати його партії. Коли він співав, я грав його гітарну партію, а коли грав — вокальну.
Белью також взяв на себе роль «клоуна» гурту і виконував пародії (наприклад, пародію на Боба Ділана в пісні Flakes), одягаючи незвичний одяг і виконуючи трюки.
Потрібен хтось, хто носитиме шолом із миготливими лампочками і скакатиме, як робот? Може, Адріан? Потрібно, щоб хтось вирядився в сукню на сцені? Так є ж Адріан!
Рік, проведений у гурті Заппи, Белью описав як «прискорений курс» із теорії музики: Заппа строго ставився до репетицій, а музика часто була технічно складною. Белью прокоментував це так:
Я пройшов школу — рік із Френком Заппою.

### Співпраця з Девідом Боуї (1978—1979)
Після концерту Заппи в Кельні до Белью за рекомендацією музиканта й продюсера Браяна Іно підійшов Девід Боуї і запропонував йому приєднатися до його гурту після завершення туру Заппи. Белью погодився, оскільки Заппа планував присвятити чотири місяці монтажу фільму Baby Snakes. Пізніше в 1978 році Белью грав на гітарі в турі Боуї Isolar II. Крім того, він зіграв на подвійному концертному альбомі Stage, а також взяв участь у створенні наступного альбому Боуї Lodger. Дванадцять років по тому, у 1990 році, Белью ще раз повернувся до роботи з Боуї, виступивши музичним директором туру Sound+Vision Tour, а також граючи на гітарі та співаючи.

### Talking Heads, GaGa та Tom Tom Club (1979—1982)
У 1980 році Белью заснував гурт GaGa (в Урбані, штат Іллінойс, де він на той час мешкав). У ньому він був вокалістом, гітаристом і основним автором пісень, а також, судячи з бек-вокальних записів, барабанщиком. У той час Белью вже часто відвідував Нью-Йорк, де затоваришував із перспективним нью-вейв/артрок-гуртом Talking Heads. Белью запросили приєднатися до гурту для сценічного виконання їхньої пісні-візитівки Psycho Killer, і під час виступу він вразив усіх своїм диким і незвичним гітарним соло. Його почали час від часу запрошувати виступати на живих концертах.
Приблизно тоді ж на концерті Стіва Райча Белью познайомився з гітаристом King Crimson Робертом Фріппом. У липні того ж року гурт GaGa запросили відкрити кілька концертів у Нью-Йорку для тодішнього гурту Фріппа The League of Gentlemen.
Водночас Talking Heads та їхній продюсер Браян Іно, з яким Белью вже працював над альбомом Lodger, запропонували йому додати гітарні соло до кількох пісень на альбомі Remain in Light. Згодом Белью включили до розширеного складу гурту Talking Heads, який складався з дев'яти музикантів, для гастролей наприкінці 1980-го — на початку 1981 року. Ці концерти були задокументовані на DVD Live in Roma та в другій частині концертного альбому 1982 року The Name of This Band is Talking Heads.
Белью зробив свій внесок у творчість Talking Heads і в сольних проєктах учасників гурту. Він зіграв на дебютному альбомі клавішника й гітариста Джеррі Гаррісона The Red and the Black, а також на кількох треках саундтреку Девіда Бірна до танцювального запису Твайли Тарп The Catherine Wheel. Звуки, які він видобував з гітари, охарактеризували як «звірячі».
Тимчасом внутрішні стосунки в Talking Heads стали дедалі напруженішими. Тіна Веймут і Кріс Франц — ритм-секція гурту і водночас подружжя — нібито звернулися до Белью з пропозицією стати фронтменом замість Девіда Бірна, яку Белью негайно, але ввічливо відхилив (у своїй книзі Remain in Love Франц заперечував, що така пропозиція взагалі була). Белью, утім, допомагав Веймут і Францу реалізувати їхній окремий проєкт Tom Tom Club. Приєднавшись до них для запису на студії Compass Point Studios у Нассау на Багамських островах, Белью грав на ритм-гітарі на сесіях для дебютного альбому гурту, а також додав свої фірмові соло і навіть виконав повне інструментування пісні L'Elephant.
На жаль, співпраця з Tom Tom Club виявилася менш плідною, ніж попередня робота з Talking Heads. Звукорежисер Tom Tom Club Стівен Стенлі не приховував своєї неприязні до незвичних гітарних партій Белью і стер більшу частину виконаних ним соло на етапі мікшування. Ситуація додатково погіршилася, коли Белью порушив питання про авторство, адже він був не лише виконавцем, а й співавтором кількох пісень альбому. Белью, вочевидь, став жертвою «гостингу», оскільки Веймут почала ігнорувати його телефонні дзвінки. Белью припинив грати наживо з Tom Tom Club і не брав участі у подальших сесіях гурту. Згадуючи цю ситуацію в одному з інтерв'ю 20 років по тому, Белью сказав, що вирішив зайнятися іншими справами і не втягуватися в юридичні й особисті суперечки з Веймут і Францем, адже в той час у нього вже з'явилися інші, більш перспективні проєкти.

### Початок сольної кар'єри (1981)
Популярність Белью поступово зростала. Невдовзі він отримав контракт на сольний запис із лейблом Island Records. Під час запису дебютного альбому Tom Tom Club учасники гурту GaGa приєдналися до Белью в студії Compass Point і допомогли йому на кількох паралельних сесіях, результатом яких став перший сольний альбом Белью Lone Rhino 1982 року. Альбом «дав притулок» кільком пісням GaGa і поєднав у собі різні елементи творчості Белью за останнє десятиліття, зокрема швидкі й галасливі пісні під впливом Заппи й Берна, експерименти з етнічною музикою, звук тварин та усіляких механічних пристроїв та звукові експерименти, що нагадують Джиммі Гендрікса та Beatles. Крім того, альбом містив інструментальний дует Белью та його чотирирічної доньки Оді: вона імпровізувала на акустичному піаніно, а Белью додавав оброблений гітарний контрапункт.

### King Crimson (1981—2013)
З 1981 по 2009 рік Адріан Белью був вокалістом, другим гітаристом і фронтменом, а час від часу навіть барабанщиком гурту King Crimson. Така тривала співпраця стала одним із найдовших періодів перебування у складі цього гурту; довше у ньому грав лише його засновник Роберт Фріпп. Белью зберіг цю посаду незважаючи на те, що гурт кілька разів розпадався й припиняв свою діяльність, а також на короткий період на початку 1990-х років, коли Фріпп безуспішно намагався залучити на «посаду» вокаліста Девіда Сильвіана.
Белью співпрацював із King Crimson і раніше, ще будучи учасником Talking Heads. Роберт Фріпп, вражений роботою Белью з GaGa і Девідом Боуї, запросив його до свого нового гурту, який у той момент називався Discipline і складався з чотирьох учасників, і запропонував йому виконувати роль вокаліста і другого гітариста. На той час Белью був зайнятий не лише Talking Heads, а й майбутніми сесіями Tom Tom Club та записом свого дебютного сольного альбому. Однак він усвідомлював, що через внутрішню політику Talking Heads його із часом або відсунуть на другий план, або співпраця взагалі припиниться. До того ж у нього склалося враження, що невдовзі гурт на деякий час припинить діяльність. Тому Белью вирішив піти з Talking Heads і приєднатися до Фріппа, співпраця з яким обіцяла більше можливостей для розвитку й самовираження. Однією з умов приєднання до нового гурту, яку Белью висунув Фріппу, була можливість продовжувати сольну кар'єру. Фріпп не заперечував.
До Discipline приєдналися також колишній барабанщик King Crimson Білл Бруфорд і нью-йоркський сесійний басист-ас Тоні Левін, який грав на бас-гітарі і стику Чепмена.
Під час перших же гастролей учасники гурту обговорювали, чи варто перейменувати гурт на King Crimson, який у своїй попередній інкарнації розпався в 1974 році. Створюючи гурт Discipline, його учасники не мали такого наміру, але всі загалом погодилися, що перейменування було б доречним й слушним. Белью перетворився на першого гітариста гурту, який офіційно грав у складі King Crimson нарівні з Фріппом (хоча раніше і Іен Макдоналд, і Джон Веттон час від часу грали додаткові гітарні партії на попередніх записах King Crimson). Крім того, Белью став першим вокалістом King Crimson, який сам писав тексти усіх пісень.
У 1981 році новоутворений гурт, перейменувавшись, випустив альбомом Discipline і влаштував турне на його підтримку. Альбом прийняли добре, і це принесло Белью ще більше визнання. Наступний альбом, Beat, виявився складнішим у записі і був випущений через рік, у 1982 році.
Ставши відповідальним за написання більшої частини пісень гурту і перебуваючи під додатковим тиском, пов'язаним із роллю фронтмена в гурті «вищого ліги», Белью сперечався з Фріппом щодо того, як має звучати музика гурту. Більшу частину розбіжностей вдалося владнати, і гурт продовжував здобувати давати успішні концерти. Однак альбом 1984 року Three of a Perfect Pair створювався дуже складно, і хоча врешті-решт King Crimson створив ще один успішний альбом (на якому Белью намагався експериментувати з безладовою гітарою), у тому ж 1984 році Фріпп вкотре вирішив розпустити гурт. Востаннє гурт у його повному складі відіграв концертний альбом Absent Lovers: Live in Montreal (спочатку це була радіопередача, випущена як альбом у 1998 році).
Незважаючи на суперечки того часу, учасники King Crimson складу 1981—1984 років зберігали взаємоповагу і настільки дружні стосунки, що знову возз'єднатися в 1994 році. До попереднього складу приєдналися другий барабанщик Пет Мастелотто і гітарист Трей Ганн, який грав на гітарі Ворра, а Белью залишився вокалістом, гітаристом і фронтменом гурту. Ставши секстетом, King Crimson активно гастролював і проіснував у такому складі до 1997 року, випустивши альбом THRAK і кілька концертних записів. Під час перерв у діяльності гурту Белью, починаючи з 1997 року, брав участь у кількох ProjeKcts — серії інструментальних та експериментальних сторонніх проєктів King Crimson, де грав переважно на електронних барабанах.
Белью був учасником зменшеної, квартетної версії King Crimson (без Бруфорда і Левіна), яка грала й записувала альбоми між 2000 і 2004 роками. Вона випустила альбоми The ConstruKction of Light (2000) і The Power to Believe (2003), а також кілька концертних альбомів і мініальбомів. Крім того, у 2001 році квартет гастролював як гурт на розігріві у Tool. Взявши чотирирічну перерву, у 2008 році гурт повернувся до активної роботи вже як квінтет: до нього приєднався барабанщик Porcupine Tree Гевін Гаррісон, а на місце Трея Ганна повернувся Тоні Левін. З 2000 по 2008 рік King Crimson використовували для репетицій і записів студію Белью в його будинку неподалік Маунт-Джульєт, штат Теннессі.
У вересні 2013 року, після ще однієї чотирирічної перерви у діяльності гурту, Фріпп оголосив про відновлення роботи King Crimson у новому складі, до якого Белью вже не запросили. На своїй сторінці у Facebook Белью заявив, що, за словами Фріппа, він «не вписується» в уявлення Фріппа про нову версію гурту.

### Сольна кар'єра, частина друга (1983—1986)
У 1983 році, через рік після виходу першого сольного альбому Lone Rhino, Белью записав його продовження під назвою Twang Bar King. Бек-вокальним гуртом на ньому знову виступив GaGa, до якого цього разу приєднався Ларрі Лондін, колишній барабанщик Елвіса Преслі.
Свій наступний сольний альбом, Desire Caught by the Tail, Белью записав у 1986 році. Це був експериментальний повністю інструментальний альбом з обробленою гітарою, гітарним синтезатором та перкусією. Згодом Белью стверджував, що вкрай некомерційний характер цього альбому коштував йому контракту з лейблом Island Records.
З 1986 по 1989 рік Белью призупинив свою сольну кар'єру, оскільки присвятив себе гурту The Bears.

### The Bears (1985—1989, 1997— дотепер)
Після чергового розпаду King Crimson у 1984 році Белью заснував поп-гурт The Bears («Ведмеді»). До його складу увійшли гітарист і вокаліст Робом Феттерсом, барабанщик Кріс Ардусер (Chris Arduser) і бас-гітарист Боб Нісвонгер (Bob Nyswonger). Усі троє були близькими друзями Адріана, з якими він познайомився ще в середині 1970-х років, а також колишніми учасниками гурту Raisins із Цинциннаті, який мав певний успіх на початку 1980-х і випустив альбом, продюсером якого був Белью.
The Bears як гурт був свідомою спробою створити згуртований колектив. Белью і Феттерс розділили між собою обов'язки вокаліста. Хоча гітарні вміння Белью відчутні в музиці гурту, вони відійшли на другий план, оскільки він орієнтувався насамперед на пісні.
Підписавши контракт із Primitive Man Recording Company (PMRC), дочірньою компанією I.R.S. Records, The Bears записали й випустили два альбоми — The Bears (1987) і Rise and Shine (1988). Провівши три роки у постійних записах, просуванні своєї музики й гастролях, у 1989 році гурт розпався після розпаду PMRC. Завдяки успіху синглу Белью Oh Daddy з його сольного альбому Mr. Music Head 1989 року він почав гастролювати з Девідом Боуї. Решта троє «Ведмедів» перетворилися на психоделічний гурт psychodots.
Усі четверо музикантів залишилися друзями, підтримували контакт один з одним і продовжували допомагати один одному. Ардусер грав на ударних на сольному альбомі Белью 1992 року Inner Revolution (Феттерс приєднався пізніше до вже гастролюючого гурту 1992 року). У турі на підтримку альбому Белью Here у 1994 році psychodots грали на розігріві і як бек-вокальний гурт. У 1998 році Белью також став співавтором двох пісень для альбому Роба Феттерса Lefty Loose Righty Tight.
Починаючи з 1997 року, The Bears регулярно збиралися в студії для періодичних записів. Результатом цього стали два наступні альбоми — Car Caught Fire (2001) та Eureka! (2007). Гурт виконував короткі тури для просування цих релізів і продовжував працювати разом, незважаючи на неузгодженість графіків учасників. Барабанщик Кріс Ардусер помер 27 вересня 2023 року.

### Сольна кар'єра, частина третя (1989— дотепер)
Белью відновив свою сольну кар'єру альбомом 1989 року Mr. Music Head, на якому він зіграв практично на всіх інструментах (за винятком контрабаса). Альбом складався з двох частин: відносно простої попмузики та експериментальних пісень з акцентом на фірмових електричних звуках Белью, а також із великою кількістю перкусії та незвичним підходом до акустичного продакшну. Mr. Music Head також містив сингл-хіт Oh Daddy (№ 5 у чарті US Modern Rock), у якому Белью співав дуетом зі своєю 11-річною донькою Одді.
У 1990 році Белью аналогічним чином випустив альбом Young Lions. До нього увійшли кілька кавер-версій, а також двічі як гість з'явився його колишній і нинішній роботодавець Девід Боуї, який найняв Белью музичним директором для свого гастрольного туру Sound + Vision Tour. Альбом приніс в американський хіт-парад US Modern два хіти: дует Белью і Боуї Pretty Pink Rose (№ 2) і сингл Men In Helicopters (№ 17).
Наступного року Белью випустив Desire of the Rhino King — збірку цифрових ремастерів його перших трьох альбомів.
На наступному етапі кар'єри Белью став дотримуватися більш традиційного стилю співу й написання пісень (хоча і з його фірмовими незвичними гітарними ефектами), який багато в чому завдячував своїм давнім кумирам — Beatles. Альбоми Inner Revolution (1992) і Here (1994), а також доступний за старим каталогом альбом The Acoustic Adrian Belew (1993) були значною мірою пісенними й доступними, але обсяги їх продажу виявилися меншими, ніж очікував Белью. На альбомі Op Zop Too Wah (1996) великий пісенний досвід Белью поєднався з авангардним інструментальним забарвленням.
У 1997 році, співпрацюючи паралельно з відродженим гуртом King Crimson, Белью випустив перший альбом із серії Experimental Guitar — The Experimental Guitar Series Volume 1: The Guitar as Orchestra. Він містив атональну сучасну класичну музику, повністю відтворену на MIDI-гітарі з використанням цифрових моделей оркестрових інструментів. Цей альбом став поверненням до мультиінструментальних авангардних ідей часів Desire Caught by the Tail. Белью згадував про плани випустити й інші записи в серії Experimental Guitar, зокрема під назвою The Animal Kingdom, але вони досі не випущені — ймовірно, через дуже скромні обсяги продажу першого тому.
Наступними релізами Белью стали ще два акустичних альбоми — Belew Prints: The Acoustic Adrian Belew, Vol. 2 (1998) та збірка Salad Days (1999), а також збірка незавершених робіт Coming Attractions (2000). У 2004 році він співпрацював із Кевіном Максом над розмовно-інструментальним альбомом Raven Songs 101 (2004).
Між 2005 і 2007 роками Белью випустив серію так званих Side-альбомів: у 2005-му — Side One і Side Two, у 2006-му — Side Three, а у 2007-му — Side Four, у записі яких брали участь різні запрошені виконавці, зокрема Денні Кері з Tool і Лес Клейпул із Primus.
У квітні й травні 2006 року Адріан гастролював по Австралії з місцевими музикантами Джоном Прайором з австралійського рок-гурту Matt Finish, який грав на барабанах, і Елом Славіком (Al Slavik), який грав на бас-гітарі і стику Чепмена, а також співав на бек-вокалі. У серпні 2006 року він виступив в Атланті, штат Джорджія, у рамках туру The Acoustic Planet Tour із гуртами Béla Fleck and the Flecktones та Umphrey's McGee.

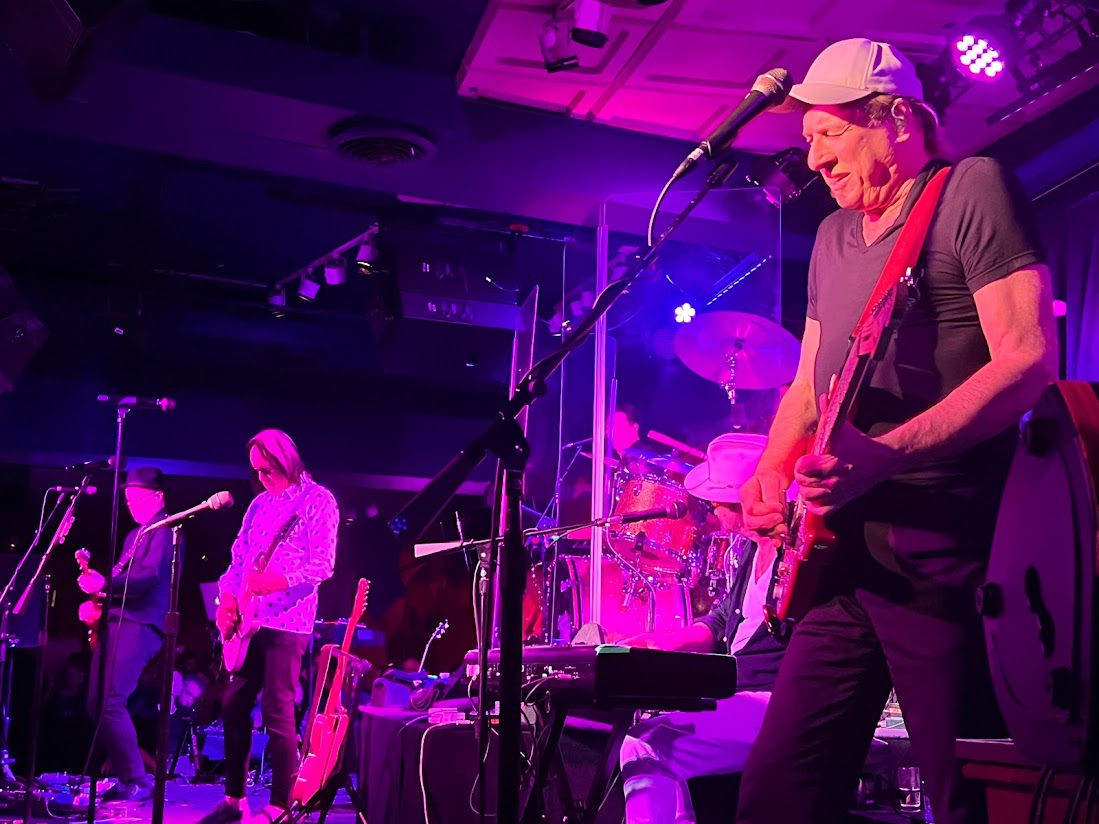
У 2022 році Белью разом із Тоддом Рандґреном брав участь у турі Celebrating David Bowie, присвяченому Девіду Боуї.

Пізніше у 2006 році Белью сформував нове тріо з розрахунком на довготривалу роботу, яке його шанувальники швидко охрестили Adrian Belew Power Trio. До його складу увійшли колишні студенти Рок-школи Пола Гріна (Paul Green School of Rock) Ерік Слік на барабанах та Джулі Слік (Julie Slick) на бас-гітарі. Цей гурт брав участь у записі концертного альбому Side Four 2007 року та альбому Live Overseas 2009 року, який можна було завантажити лише в цифровому вигляді.
У 2008 році Белью виступив на гітарному фестивалі в Аделаїді. У червні 2009 року гурт Adrian Belew Power Trio випустив абсолютно новий студійний альбом, названий просто e, який містив довгу п'ятичастинну інструментальну композицію Белью. Того ж місяця Белью випустив A Cup of Coffee and a Slice of Time — альбом, відомий також як Clay & Belew. Це був альбом імпровізованих класичних інтерпретацій пісень Белью (як сольних, так і з King Crimson), переважно у виконанні піаніста Майкла Клея (Michael Clay), з додатковими партіями гітари, віолончелі та конкретними вставками Белью.
Белью часто співпрацював із гуртом Nine Inch Nails: він взяв участь у записі альбомів The Downward Spiral, The Fragile, Ghosts I—IV і Hesitation Marks. У 2013 році фронтмен Nine Inch Nails Трент Резнор ненадовго призначив Белью гастролюючим гітаристом гурту, але зрештою той покинув гурт, не зігравши жодного концерту.
3 вересня 2017 року Роберт Фріпп заявив, що його розбіжності з Адріаном Белью вирішено і що в того «немає жодних поточних планів виходити на сцену з нинішнім складом» (King Crimson на той момент розрісся до октету з чотирма ударниками), але «двері в майбутнє відкриті». Белью підтвердив це і додав: «Це означає, що в якийсь момент я зможу повернутися до гурту».
16 січня 2019 року Белью оголосив про розширення свого Power Trio до квартету і анонсував турне 2019 року. Учасниками гурту стали Джордан Перлсон (Jordan Perlson) — барабани, Сол Зонана (Saul Zonana) — клавішні, гітари та вокал, а також басистка Джулі Слік (Julie Slick).
У 2022 році Белью взяв участь у турі Celebrating David Bowie за участю Анджело Мура, Тодд Рандґрена та інших виконавців.
У 2023 році Белью приєднався до туру Remain In Light Джеррі Гаррісона, який містив пісні з альбому Talking Heads Remain in Light.

## Застосунки FLUX
Останніми роками Белью почав працювати з крамницями застосунків і пропонувати самостійно розроблені ним застосунки для iOS: FLUX: FX — професійний застосунок для роботи з аудіо-мульти-ефектами та FLUX by belew™, які містять понад триста аудіотреків і творів мистецтва, що, за його словами, «ніколи не відтворюються двічі однаково». FLUX: FX — це програма для маніпуляцій зі звуком у реальному часі для платформи iPad, яка, за його словами, «дає мені змогу створювати звуки, які неможливо отримати за допомогою іншого обладнання». Обидва додатки здобули визнання в музичній індустрії, зокрема були двічі відзначені премією Веббі 2015 року та отримали звання «найкращого з найкращих» на Red Dot Design Awards 2015 року.

## Музичний стиль
Хоча Белью часто виконував роль вокаліста, найбільше він відомий як гітарист із доступним, але незвичним стилем гри — з химерними електронними ефектами, неортодоксальними прийомами гри та широким спектром звукових ефектів, зокрема імітації звуків тварин, птахів, комах, транспортних засобів та механічних шумів. Серед його найвідоміших гітарних партій — риф до пісні Genius of Love гурту Tom Tom Club, насичені соло в пісні The Great Curve гурту Talking Heads, дикі тремоло-мелодії у його власному хіті Oh Daddy, що увійшов до найкращої десятки, та імітація слона у пісні Elephant Talk з альбому Discipline гурту King Crimson.
Іноді Белью використовує фізичні прийоми, як тепінг, шкрябання медіатором, згинання грифа, нетрадиційне використання гітарного слайда. Крім того, час від часу він вдаряє по струнах не призначеними для цього предметами — наприклад, канцелярською папкою. У своїх рифах він, як правило, використовує інтонаційну роботу з ладами, і навіть відомий тим, що видобуває звуки по-за межами грифа — зокрема, на частині струн поряд із кілками. Він вважається майстром гри на тремоло, про що він із гумором згадує у своїй пісні Twang Bar King (у якій є соло на тремоло).

Белью активно використовує широкий спектр синтезованих та електронно змінених гітарних тембрів. З роками він став відомим грою на різних гітарах та обробкою звуків за допомогою величезної кількості електронних пристроїв:
Я оточений гітарними педалями. Я не можу зробити крок із кільця, яким я оточений, не наступивши на педаль.
— сказав він в інтерв'ю Adelaide.now у 2008 році. Він також заявляв, що пише пісні спеціально з розрахунком на використання певних підсилювачів та ефектів. Засмучений втратою одного конкретного підсилювача, зробленого вже неіснуючою компанією Johnson Amplification, він сказав:
Я писав специфічні звуки і різновиди зациклення, а також речі, на які інші підсилювачі просто нездатні.
Белью використовував електронні звукові процесори багатьох виробників, але одним із його найулюбленіших був Electro-Harmonix.
Белью — піонер гітарних синтезаторів; він був одним із перших музикантів, які почали постійно використовувати їх у популярній музиці. Наприкінці 1970-х — на початку 1980-х років він використовував Roland GR300 (разом з Енді Саммерсом, Патом Метені та Робертом Фріппом). Наприкінці 1980-х і в 1990-х роках він використовував Roland GR1. Зараз він віддає перевагу цифровій системі моделювання Variax компанії Line 6. На початку 1980-х років Белью був відомий тим, що володів і використовував рідкісний гітарний синтезатор без ладів Roland GR505.
Першою гітарою Белью була Gibson Firebird, яку він купив за 170 доларів. Зараз у Белью є фірмова гітара Parker Fly, перша гітара компанії.
У фільмі Лорі Андерсон «Дім хоробрих» та у відеокліпі на сингл 1989 року Oh Daddy Белью також грав на надзвичайно гнучкій гітарі з гумовим грифом. У 2007 році він розповів, що гриф цієї гітари був гумовим і містив «металеві хребці», і що це був виключно візуальний, тобто непридатний для гри реквізит.
Як співак, Белью відомий своїм виразним носовим, іноді навіть маніакальним вокалом. Його співочий голос часто порівнюють із голосом Девіда Бірна з гурту Talking Heads, з яким Белью працював у 1979—1981 роках.
На додаток до своїх вокальних та гітарних талантів, Белью є досвідченим барабанщиком і перкусіоністом, а також грає на бас-гітарі, контрабасі, клавішних і віолончелі.
Серед музикантів, які вплинули на нього найбільше, Белью називає Джимі Гендрікса, Beatles, Джеффа Бека, Ігоря Стравінського та Джорджа Гершвіна. Джерелом дурнуватого й абсурдного гумору, який час від часу з'являється в його текстах, він також називає Спайка Джонса.

### Музичне обладнання
У 2010 році журнал Guitar Geek взяв інтерв'ю у гітарного техніка Белью Андре Чолмонделі (André Cholmondeley) і склав список і схему гітарних пристроїв Белью того часу.
На навчальному відео 1984 року видно, що Белью використовував A/DA Flanger, Electro-Harmonix Octave Multiplexer, кілька пристроїв фірми Electro-Harmonix (16 Second Digital Delay, Frequency Analyzer, Micro Synthesizer, Big Muff, Foot Controller, Stereo Polychorus), два Foxx Tone Machine Fuzzes, Boss DM-2 Delay, MXR Dyna Comp, Pitch-Voltage Synthesizer, три Boss Volume Pedals, два 10-смугові графічні еквалайзери MXR, гітарний синтезатор Roland GR-300, педальний перемикач Boss та стрічковий зациклювач.
Белью постійно налаштовує своє концертне обладнання. За словами його звукорежисера Деніела Роуленда (Daniel Rowland), він використовує Axe-FX II, контролер Liquid Foot 12+, Roland VG-99, профілюючий підсилювач Kemper, педаль Keeley Compressor, Ableton Live (що працює на Apple MacBook), багатохвильовий дисторшн Soundblox, DigiTech HarmonyMan, iConnectMidi 4+, гібридний MOTU Ultralite 3, Keith Mcmillen Instruments Softstep 2, а також свій власний застосунок NOIISE FLUX: FX для iPad через монітори Bose L1 і Atomic. Це була установка, яку шанувальники бачили під час його туру 2019 року.

## Музична спадщина
Багато музикантів висловлювали своє захоплення Адріаном Белью або зазначали, що він вплинув на їхню творчість. Серед них Джон Фрушанте, Адам Джонс із Tool, Стівен Вілсон, Генрі Роллінз, Енні Кларк, Аннеке ван Гірсберген із The Gathering, Гаррі Робертс із The Boomtown Rats, Вільям Різ (William Rees) із Mystery Jets, Нік Рейнгарт (Nick Reinhart) із Tera Melos, Джош Крістіан (Josh Christian) із Toxik, Шон Воррелл (Sean Worrell) із Nero di Marte. У 1994 році в інтерв'ю журналу Guitar Player Трент Резнор назвав Адріана Белью «найприголомшливішим музикантом у світі».

## Сесійна та інша робота
Белью добре відомий своїм внеском, особливо як гітарист, у записи багатьох інших виконавців. У 1980-х роках, після роботи з Talking Heads, він став популярним сесійним музикантом. У цей період він брав участь у створенні багатьох альбомів різних виконавців, зокрема Left-handed Dream Сакамото Рюіті (1981), The Key Джоан Арматрейдінг (1983), Lights Out Пітера Волфа та Zoolook Жана-Мішеля Жарра (обидва 1984 року), True Colors Сінді Лопер та Graceland Пола Саймона (обидва 1986 року), Earth Moving Майка Олдфілда (1989). У середині 1980-х Белью часто працював із Лорі Андерсон: він з'явився на її альбомі Mister Heartbreak 1983 року та в її концертному фільмі Home of the Brave, у якому, серед іншого, він імітував гру на спеціально сконструйованій гітарі з гумовим грифом і носив паперовий пакет на голові.
У своєму навчальному відео Electronic Guitar 1984 року Белью пояснював і демонстрував технологію і прийоми, використовувані для створення деяких із його фірмових музичних творів.
У 1993 році Белью зіграв на «синтезованій гітарі» у пісні God Shuffled His Feet гурту Crash Test Dummies, а також взяв участь у записі альбому Necessary Angels Сари Хікман.
У 1994 році він вперше зарекомендував себе як запрошений гітарист Трента Резнора, а впродовж наступних 19 років взяв участь у записі чотирьох альбомів Nine Inch Nails — The Downward Spiral, The Fragile, Ghosts I-IV і Hesitation Marks. У тому ж році Белью знову працював з Лорі Андерсон над її альбомом Bright Red.
У 2001 році Белью взяв участь у створенні альбому кавер-версій Strange Little Girls американської співачки Торі Еймос, а в 2004-му зіграв на другому музичному альбомі Вільяма Шетнера Has Been. У 2005 році він став «основним гітаристом» в альбомі Habitat прогресивного рок-гурту Man on Fire і записав два соло для альбому Deadwing гурту Porcupine Tree. У 2006 і 2007 роках Белью взяв участь у записі двох альбомів-триб'ютів Pink Floyd, продюсером яких був Біллі Шервуд, — Back Against the Wall та Return to the Dark Side of the Moon.
У 2016 році Белью написав музику до короткометражного фільму «Бекасик» студії Pixar, який демонструвався перед фільмом «У пошуках Дорі». Крім того, він взяв участь у записі альбому The News італійського прогресивного/еклектичного рок-гурту N.y.X.
У 2021—2023 роках Адріан приєднався до гурту Turkuaz і Джеррі Гаррісона для участі в турі на честь 40-річчя альбому Remain in Light. Початковий тур був запланований на 2020 рік, але був відкладений через пандемію COVID-19.

## Адріан Белью як продюсер
У 1983 році Белью продюсував однойменний дебютний альбом гурту The Raisins, а в 1985-му — другий альбом гурту The Elvis Brothers Adventure Time.
У 1990-х роках Белью дедалі частіше почав діяти як продюсер. Він спродюсував дві композиції на дебютному альбомі 1995 року гурту Jars of Clay, який так і називався — Jars of Clay, зокрема кросовер християнського хіта Flood, а також продюсував альбом 1999 року When Pigs Fly гурту Irresponsibles.
Белью також був продюсером і грав на альбомах трьох мексиканських рок-гуртів:
- 1992: Caifanes[en] — El Silencio[en][124]
- 1994: Santa Sabina[en] — Símbolos[125]
- 2005: Jaguares[en] — Crónicas de un Laberinto[en][126]

Белью фігурує як співпродюсер і музикант на альбомі Кевіна Макса Stereotype Be 2001 року.

## Белью як розробник музичних інструментів
Адріан Белью займався розробкою музичних інструментів. Він співпрацював із компанією Parker Guitars і допомагав їй розробити власну фірмову гітару Parker Fly. Конструкція цієї гітари помітно відрізняється від стандартної: вона обладнана передовою електронікою, зокрема системою моделювання гітари Variax компанії Line 6. Вона також підтримує стандарт MIDI, що дає змогу використовувати її з будь-яким синтезатором з MIDI-роз'ємом.

## Дискографія

### Сольні студійні альбоми
- 1982: Lone Rhino[en][129] (Island)
- 1983: Twang Bar King[en][130] (Island)
- 1986: Desire Caught by the Tail[en][131] (Island)
- 1989: Mr. Music Head[en][132] (Atlantic)
- 1990: Young Lions[en][133] (Atlantic)
- 1992: Inner Revolution[en][134] (Atlantic)

- 1993: The Acoustic Adrian Belew[en][135] (Adrian Belew Presents)
- 1994: Here[136] (Adrian Belew Presents)
- 1995: The Experimental Guitar Series Volume 1: The Guitar as Orchestra[en][137] (Adrian Belew Presents)
- 1996: Op Zop Too Wah[en][138] (Adrian Belew Presents)
- 1998: Belew Prints: The Acoustic Adrian Belew, Vol. 2[en][139] (Adrian Belew Presents)
- 1999: Salad Days[en][140] (Thirsty Ear)
- 2004: Side One[en][141] (Adrian Belew Presents)
- 2005: Side Two[en][142] (Adrian Belew Presents)
- 2006: Side Three[en][143] (Adrian Belew Presents)
- 2009: e[144] (Adrian Belew Presents)
- 2011: Adrian Belew's E for Orchestra[145] (Adrian Belew Presents), компакт-диск зі студійним записом
- 2014: FLUX by belew (2014), через додаток для iOS: неперервна композиційна програма, що морфінгує
- 2014: Dust[146] (Adrian Belew Presents)
- 2015: Sixteen[147] (Adrian Belew Presents)
- 2015: Twenty[148] (Adrian Belew Presents)
- 2016: FLUX Volume One[149] (Adrian Belew Presents)
- 2017: FLUX Volume Two[150] (Adrian Belew Presents)
- 2018: FLUX Volume Three[151] (Adrian Belew Presents)
- 2019: Pop-Sided[152] (Adrian Belew Presents)
- 2022: Elevator[153] (Adrian Belew Presents)

### Концертні альбоми
- 2007: Side Four[en][154]
- 2008: Live at Rockpalast 2008[155], CD & DVD
- 2009: Live in Germany[156]
- 2009: Live Overseas[en][157], цифровий
- 2011: Adrian Belew's E for Orchestra: Live[158], DVD

### Компіляції
- 1991: Desire of the Rhino King[en][159] (Island) — компіляція з перших трьох альбомів
- 2000: Coming Attractions[en][160] (Adrian Belew Presents) — не видані ранні записи
- 2015: Idiom' on Classwar Karaoke 0031 Survey

### Інші видання
- 2004: Raven Songs 101[en][161] (з Кевіном Максом[en])
- 2009: A Cup of Coffee and a Slice of Time[162] (Майкл Клей та Адріан Белью)
- 2010: Doomsday Revolution[163] (The New Czars[en])

### Спільні роботи

#### Френк Заппа
- 1979: Sheik Yerbouti[164] (Flakes, Jones Crusher, City of Tiny Lites)
- 1983: Baby Snakes[165] (саундтрек)
- 1992: You Can't Do That on Stage Anymore, Vol. 6[166] (два компакт-диски) (The Poodle Lecture, Is That Guy Kidding Or What?, White Person, Tryin' To Grow A Chin)
- 2008: One Shot Deal[en][167] (Heidelberg, записано 24 лютого 1978 року)
- 2010: Hammersmith Odeon[en][168] (записано в січні — лютому 1978 року) (три компакт-диски)

#### Девід Боуї
- 1978: Stage[en][169] (записано в квітні — травні1978 року) [2CD]
- 1979: Lodger[en][170] (Fantastic Voyage, Move On, Red Sails, DJ, Boys Keep Swinging, Repetition, Red Money)

#### Talking Heads/ Tom Tom Club /Джеррі Гаррісон/Девід Бірн
- 1980: Remain in Light[171]
- 1981: Tom Tom Club[en][172]
- 1981: The Red and the Black[en][173]
- 1981: The Catherine Wheel[en][174]
- 1982: The Name of This Band Is Talking Heads[en][175]

#### King Crimson
- 1981: Discipline[176]
- 1982: Beat[177]
- 1984: Three of a Perfect Pair[178]
- 1994: Vrooom[179] (мініальбом)
- 1995: THRAK[180]
- 1996: Thrakattak[181]
- 2000: The ConstruKction of Light[182]
- 2001: Vrooom Vrooom[183]
- 2003: The Power to Believe[184]

##### Гербі Генкок
- 1981: Magic Windows[en][185]

#### Сакамото Рюіті
- 1981: Left-handed Dream[186]
- 1990: The Arrangement[187]
- 1994: Soundbytes[188]

#### Джо Кокер
- 1982: Sheffield Steel[189]

#### Жан-Мішель Жарр
- 1984: Zoolook[190]

#### Лорі Андерсон
- 1984: Mister Heartbreak[en][191]
- 1986: Home of the Brave[en][192]
- 1994: Bright Red[en][193]

#### Сінді Лопер
- 1986: True Colors[en][194]

#### Пол Саймон
- 1986: Graceland[en][195]
- 1990: The Rhythm of the Saints[en][196]

#### The Bears[en]
- 1987: The Bears[en][197]
- 1988: Rise and Shine[en][198]
- 2001: Car Caught Fire[199]
- 2007: Eureka![200]

#### Майк Олдфілд
- 1989: Earth Moving[en][201]

#### Nine Inch Nails
- 1994: The Downward Spiral[202]
- 1999: The Fragile[203]
- 2008: Ghosts I—IV[204]
- 2013: Hesitation Marks[205]

#### Сара Гікман[en]
- 1998 Two Kinds of Laughter[en][206]

#### Béla Fleck and the Flecktones[en]
- 2000: Outbound[en][207]

#### Вільям Шетнер
- 2004: Has Been[en][208]

#### Porcupine Tree
- 2005: Deadwing[209]

#### Тоні Левін
- 2006: Resonator[en][210]

#### N.y.X.
- 2016: The News[211]

#### Gizmodrome[en]
- 2017: Gizmodrome[en][212]

#### Turkuaz[en]
- 2020: Ophidiophobia (сінгл)
- 2022: Apollyon[213]